# Уиллс, Чилл
Чилл Теодор Уиллс (англ. Chill Theodore Wills, 18 июля 1902 — 15 декабря 1978) — американский актёр и певец в квартете «The Avalon Boys».

## Биография
Уиллс родился в 1902 году в городе Сиговилл, штат Техас. Свою карьеру начал в качестве певца, сформировав в начале 1930-х годов квартет «The Avalon Boys». Вместе с ним он появился в ряде фильмов в качестве солиста группы, а в 1938 году, после того как стала развиваться его сольная актёрская карьера, он распустил квартет.
За годы своей актёрской карьеры Уиллс создал на экранах ряд запоминающихся ролей, среди которых мистер Нили в мюзикле «Встреть меня в Сент-Луисе» (1944), доктор Уилкс в вестерне
«Рио Гранде» (1950), дядя Баули в драме «Гигант» (1956), пчеловод в военной драме Джона Уэйна «Аламо» (1960) (номинация на премию «Оскар») и Драго в вестерне «МакЛинток!» (1963). Помимо этого он много снимался на телевидении, где у него были роли в телесериалах «Дымок из ствола», «Альфред Хичкок представляет», «Сыромятная плеть» и многих других.
В 1963-64 годах Чилл Уиллс выступал вместе с Уолтером Бреннаном и Ефремом Цимбалистом-мл. в предвыборной кампании сенатора Барри М. Голдуотера от Республиканской партии на пост президента США.
Уиллс был игроком в покер и близким другом Бенни Бинион, основателя турнира Мировой серии покера. Уиллс принял участие в Первой мировой серии, проходившей в 1970 году в Лас-Вегасе.
Актёр дважды был женат. От первой супруги, Бетти Чаппелли, у него двое детей Джилл Уиллс (род. 1939) и Уилл Уиллс (род. 1942). В 1973 году, спустя два года после смерти первой жены, Уиллс женился на Новадин Гудж. Их брак продлился до смерти актёра в 1978 году от рака в городе Энсино, штат Калифорния. Похоронен на мемориальном кладбище Форест-Лаун в Глендейле. За свой вклад в киноиндустрию США удостоен звезды на голливудской «Аллее славы».

## Избранная фильмография
| Год  |   | Русское название                | Оригинальное название        | Роль                        |
| ---- | - | ------------------------------- | ---------------------------- | --------------------------- |
| 1940 | ф | Шумный город                    | Boom Town                    | Хармони Джонс               |
| 1940 | ф | Человек с Запада                | The Westerner                | Юго-Запад                   |
| 1941 | ф | Вестерн Юнион                   | Western Union                | Гомер Кеттл                 |
| 1941 | ф | Белль Старр                     | Belle Starr                  | «Голубая утка»              |
| 1941 | ф | Кабак                           | Honky Tonk                   | «Снайпер»                   |
| 1942 | ф | Приключения Тарзана в Нью-Йорке | Tarzan’s New York Adventure  | Манчестер Монтфорд          |
| 1942 | ф | Её картонный любовник           | Her Cardboard Lover          | судья                       |
| 1944 | ф | Встретимся в Сент-Луисе         | Meet Me in St. Louis         | мистер Нили                 |
| 1944 | ф | Увидимся                        | I'll Be Seeing You           | Суонсон                     |
| 1945 | ф | Бог ей судья                    | Leave Her to Heaven          | Лик Торн                    |
| 1946 | ф | Девушки Харви                   | The Harvey Girls             | Хартси                      |
| 1946 | ф | Оленёнок                        | The Yearling                 | Бак Форрестер               |
| 1948 | ф | Святые сёстры                   | The Sainted Sisters          | Уилл Твитчед                |
| 1948 | ф | Очарование Сэксона              | The Saxon Charm              | капитан Четхэм              |
| 1950 | ф | Рио-Гранде                      | Rio Grande                   | доктор Уилкинс              |
| 1953 | ф | Город, который никогда не спит  | City That Never Sleeps       | сержант Джо, «Голос Чикаго» |
| 1953 | ф | Человек из Аламо                | The Man from the Alamo       | Джон Кэйдж                  |
| 1953 | ф | Перекати-поле                   | Tumbleweed                   | шериф Мэрчори               |
| 1956 | ф | Гигант                          | Giant                        | Боули Бенедикт              |
| 1958 | ф | Из ада в Техас                  | From Hell to Texas           | Амос Брэдли                 |
| 1960 | ф | Форт Аламо                      | The Alamo                    | пчеловод                    |
| 1960 | ф | Там, где ребята                 | Where the Boys Are           | капитан полиции             |
| 1961 | ф | Золото Семи святых              | Gold of the Seven Saints     | Док Гейтс                   |
| 1961 | ф | Смертельные попутчики           | The Deadly Companions        | Тёрк                        |
| 1963 | ф | Маклинток!                      | McLintock!                   | Драго                       |
| 1963 | ф | Хитрые дельцы                   | The Wheeler Dealers          | Джей Рэй Спинелби           |
| 1963 | ф | Кардинал                        | The Cardinal                 | монсеньор Уиттл             |
| 1965 | ф | Пропойцы                        | The Rounders                 | Джим Эд Лав                 |
| 1970 | ф | Освобождение Л. Б. Джонса       | The Liberation of L.B. Jones | мистер Айк                  |
| 1973 | ф | Пэт Гэрретт и Билли Кид         | Pat Garrett & Billy The Kid  | Лемюэль                     |
| 1977 | ф | Мистер Миллиард                 | Mr. Billion                  | полковник Клейтон Т. Уинкл  |